# Johan Adolf Hellberg
Johan Adolf Hellberg, född 27 juli 1871 i Torshälla stadsförsamling, död 3 januari 1951 i Torshälla stadsförsamling, var en svensk målarmästare och politiker. Han var verksam i bland annat nykterhetsrörelsen och Folkets hus-rörelsen. Han gifte sig  1894 med Adolfina Fredrika Kihlander (1867–1935). 
Hellberg invaldes 1917 för socialdemokraterna i riksdagens andra kammare där han representerade Södermanlands läns norra valkrets under mandatperioden 1918-1920. 
Som kommunalpolitiker var Hellberg ledamot i stadsfullmäktige i Torshälla stad från 1902 och var under åren 1919–1942 dess ordförande.
Sina yrkeskunskaper som målarmästare använde han också i föreningslivet för fackföreningars behov.